# Bài toán Olympic
Trong toán học, bài toán Olympic  là những bài toán mà để giải chúng bắt buộc cần dùng những phương pháp giải bất ngờ và độc đáo.
Bài toán Olympic nhận tên mình từ các cuộc thi của học sinh và sinh viên, cũng như từ các Olympic Toán học. Mục đích tạo ra các bài toán thể loại này là bồi dưỡng cho những nhà toán học tương lai những phẩm chất như phương pháp sáng tạo, đào sâu tư duy và biết cách nghiên cứu vấn đề từ nhiều khía cạnh khác nhau. Không ngạc nhiên khi viện sĩ Andrey Nhikolaevich Kolmorov trong bài phát biểu của mình tại một buổi khai mạc đã từng so sánh công việc của nhà toán học với «việc giải lần lượt từng bài toán Olympic (cho đến nay là đồ sộ và khó).
Vẻ đơn giản bên ngoài của các bài toán Olympic, tức là các điều kiện bài toán và lời giải bài toán phải dễ hiểu đối với bất kỳ học sinh nào, là giả dối, dễ đánh lừa. Những bài toán Olympic hay nhất đụng chạm đến các vấn đề rất sâu từ các lĩnh vực khác nhau nhất của toán học. Thật đáng tiếc, có vẻ như đôi khi người ta dùng sự đơn giản này nhằm mục đích khác: trong các kỳ thi đầu vào, nhờ những bài toán như vậy, người ta đã loại đi những thí sinh thuộc các dân tộc/quốc tịch không như ý. Không có gì đáng ngạc nhiên khi các bài toán Olympic từ kho của các hội đồng tuyển sinh như vậy bắt đầu được gọi là những «cỗ quan tài».
Có thể tìm thấy các bài toán Olympic ở trên Internet, trong các ấn phẩm định kỳ (tạp chí Kvant, Sự khai hóa toán học), cũng như trong các tuyển tập riêng. Chúng được sử dụng rộng rãi trong công việc của cộng đồng toán học và các trường học tại chức, và dành cho các cuộc thi toán như Olympic vòng loại thành phố hay trận đấu toán học.
Đóng góp rất lớn trong việc phổ biến các phương pháp giải các bài toán Olympic phải kể đến tạp chí «Kvant», những cuốn sách thuộc seri «Các bài giảng toán học đại chúng», «Thư viện cộng đồng toán học» và những cuốn sách khác, cũng như nhiều website dành riêng cho các bài toán Olympic.

## Các ví dụ
Bài toán dạng Olympic nổi tiếng từ thời Ơclit:
Chứng minh rằng, tồn tại vô số số nguyên tố.
Bài toán được chứng mình bằng phương pháp phản chứng. Giả sử, số lượng số nguyên tố là hữu hạn gồm N số, xét số đứng ngay sau tích của chúng ({\displaystyle \prod _{i=1}^{N}{p_{i}}+1}). Hiển nhiên, tích này không chia hết cho bất kỳ số nguyên tố nào có mặt ở trong tích đó cả, và còn dư 1. Có nghĩa là, hoặc là nó chính là số nguyên tố, hoặc là nó chia hết cho số nguyên tố không được kể trong danh sách (đầy đủ theo giả thiết) của chúng ta. Trong bất kỳ trường hợp nào cũng phải có ít nhất N+một số nguyên tố. Điều này mâu thuẫn với giả thiết hữu hạn ban đầu.

## Các dạng toán
Mặc dù tính duy nhất của các bài toán Olympic, người ta vẫn có thể chia ra một số ý tưởng điển hình, tạo nên bản chất bài toán. Hiển nhiên, theo định nghĩa, danh sách đó không toàn vẹn.
- Bài toán về lượng bất biến
- Trò chơi

## Các phương pháp giải
Không có phương pháp thống nhất để giải các bài toán Olympic. Trái lại, số lượng phương pháp thường xuyên được bổ sung thêm. Một số bài toán có thể giải bằng một số phương pháp khác nhau hoặc tổ hợp nhiều phương pháp. Đặc trưng của các bài toán Olympic là ở chỗ, lời giải của các bài toán bề ngoài có vẻ đơn giản nhưng thực tế có thể cần phải áp dụng những phương pháp được sử dụng trong các nghiên cứu toán học nghiêm túc (phức tạp).
Dưới đây là danh sách không đầy đủ (theo định nghĩa) các phương pháp giải bài toán Olympic:
- Phương pháp chứng minh bằng phản chứng.
- Nguyên lý Đi-rich-lê
- Giải bằng phương pháp của môn khoa học khác (thay thế bài tập đại số bằng bài tập hình học hoặc bằng bài tập vật lý hoặc ngược lại)
- Luật cực hay quy tắc giới hạn (tiếng Nga: Правило крайнего)
- Giải từ đầu cuối hay giải suy từ kết luận bài toán (tiếng Nga: Решение с конца)
- Tìm kiếm đại lượng bất biến
- Xây dựng ví dụ mâu thuẫn
- Quy nạp toán học
- Đệ quy
- Phương pháp lặp
- Tính toán bằng hai phương pháp (tiếng Nga: Подсчёт двумя способами)
- Phương pháp tương tự (tiếng Nga: Метод аналогий)
- Phương pháp khiêu khích (tiếng Nga: Провокационный метод)
- Phép dựng bổ trợ (tiếng Nga: Вспомогательное построение)
- Chuyển sang không gian có nhiều chiều (tiếng Nga: Переход в пространство большего числа измерений)
- Tô màu phụ (tiếng Nga: Вспомогательная раскраска)
- Vieta jumping (Nhảy Vieta)